# Équipe du Maroc de Fed Cup
L'équipe du Maroc de Fed Cup est l’équipe qui représente le Maroc lors de la compétition de tennis féminin par équipe nationale appelée Fed Cup (ou « Coupe de la Fédération » entre 1963 et 1994). 
Elle est constituée d'une sélection des meilleures joueuses de tennis marocaines du moment sous l’égide de la Fédération royale marocaine de tennis.
Le Maroc a disputé une seule édition au sein du groupe mondial, en 1966 où Jacqueline Morales et Françoise Repoux s'inclinent au premier tour contre la Suède.

## Résultats par année

### 1966 - 1969
- 1966 (5 tours, 21 équipes) : pour sa première participation, le Maroc s'incline au 1er tour contre la Suède.